# Železniška proga Lendava–d. m.
Železniška proga Lendava–državna meja je ena izmed železniških prog, ki sestavljajo železniško omrežje v Sloveniji.
Proga, odrezana od preostanka slovenskega železniškega omrežja, se navezuje na hrvaško progo Čakovec–Mursko Središće. Edina železniška postaja na progi je Lendava. 
Leta 2025 je po progi med Lendavo in Čakovcem vozil en par vlakov dnevno.

## Zgodovina
Da bi z ogrskim železniškim omrežjem povezali zahodne predele takratne Zalske županije (ki je do konca prve svetovne vojne obsegala tudi Medžimurje in lendavski okraj današnjega Prekmurja), je bila leta 1890 zgrajena proga, ki je tekla iz Čakovca mimo Lendave, Lentibe in Csömödra do županijskega središča Zalaegerszeg, od tam naprej pa do Ukka, ki je imel že prej zgrajeno zvezo s pomembnima železniškima vozliščema Boba in Celldömölk. Po koncu prve svetovne vojne je promet čez novonastalo mejo pri Dolgi vasi upadel, po koncu druge svetovne vojne pa je bil odsek med obmejnima postajama Lendava in Rédics ukinjen in demontiran.
Po osamosvojitvi Slovenije so se na obeh straneh meje pojavile pobude o ponovni povezavi Lendave in Rédicsa, vendar so do sedaj bile izdelane le študije. Lendava je s preostalim slovenskim železniškim omrežjem povezana le prek ozemlja Hrvaške skozi Čakovec in Središče ob Dravi. Tudi zaradi tega razloga se je pojavila zamisel o železniški povezavi Lendave z Mursko Soboto oz. z Beltinci.
Po odseku med Čakovcem in Lendavo se občasno odvija tovorni promet predvsem za potrebe lendavske naftne industrije. Potniški promet do Lendave, ukinjen po razpadu Jugoslavije, je bil obnovljen decembra 2014 in znova decembra 2023 po triletni prekinitvi zaradi pandemije covida-19.